# Diorama (Efteling)
Het Diorama is een miniatuurwereld in het attractiepark de Efteling in de Noord-Brabantse plaats Kaatsheuvel. Anton Pieck ontwierp deze gedetailleerde wereld, die op 25 mei 1971 werd geopend ter ere van het twintigjarig bestaan van de Efteling (gerekend vanaf 1951). Het Diorama bevindt zich in een overdekte hal in het Carrouselpaleis, in het parkgedeelte Marerijk.
De miniatuurwereld van het Diorama is ondergebracht in een 60 meter lange vitrinekast waarin op schaal een bergachtig landschap met verschillende huizen, steden, kastelen en kerken is nagebouwd. Door het landschap rijden modeltreinen en andere voertuigjes rond, en stromen rivieren met echt water. Een deel van de vitrinekast laat een landschap zien bij nacht.
In 2007 werd het Diorama volledig gerestaureerd. Tijdens deze opknapbeurt werd aan het landschap in de vitrinekast een aantal miniatuurversies van bestaande Eftelingfiguren toegevoegd, waaronder Holle Bolle Gijs, de Ganzenhoedster en Zwaan Kleef Aan. Ook een miniatuur van Anton Pieck, zittend achter zijn schildersezel, kreeg een plekje in het Diorama.

## Trivia
- De modeltreinen in het Diorama waren oorspronkelijk de MINEX-smalspoormodellen (schaal 1:45) geproduceerd door de Duitse fabrikant Märklin. Bij de restauratie van het Diorama werd overgeschakeld op modeltreinen van de fabrikant Fleischmann.[2]
- Later Eftelingontwerper Ton van de Ven was betrokken bij de bouw van het Diorama. Hij maakte enkele schetsen, maar deze zijn niet in het Diorama gerealiseerd. Later zouden de ideeën verder uitgewerkt worden in het Kastelenrijk van de attractie Droomvlucht.
- In de miniatuurwereld is een loopbrug te vinden die is doorgezakt en waarnaast een tijdelijke, houten loopbrug is opgebouwd. Dit idee ontstond spontaan toen tijdens de bouw van de attractie een van de medewerkers per ongeluk op de reeds gereedgekomen brug ging staan.
- In augustus 2010 werd er een LEGO-tentoonstelling georganiseerd in de Dioramahal.